# Sous vide
Sous vide (fransk under vakuum) er lavtemperatur-tilberedning af mad, hvor råvarerne pakkes i en egnet plastpose og tilberedes i vandbad ved en præcis temperatur og typisk i længere tid end ved andre opvarmningsmetoder.
For at temperaturen fra vandbadet overføres optimalt til råvarerne, fjernes luften i posen inden den forsegles og deraf udtrykket "under vakuum".
Temperaturen er typisk lavere end ved andre tilberedningsformer pga. den lange tilberedningstid. Derved kan en mere præcis tilberedning opnås.
Især ved tilberedning af kød er sous vide populært, fordi der kan opnås et perfekt resultat med en rød kerne, uden at yderkanten er overtilberedt.

## Udstyr

### Vandbad
Karret eller vandbadet er udgangspunktet for metoden. Her holdes vandet i en præcis temperatur, hvorfra det kan overføres til råvarerne. Idéen er, at råvarerne omringes af vand, og at temperaturpåvirkningen dermed er jævnt fordelt over hele overfladen.
For at holde temperaturen jævn, er det vigtigt at vandet hele tiden cirkulerer. Dertil bruges enten et fast kar med indbygget varmelegeme og cirkulation, eller en stav der kan nedsænkes delvist i vandet og både skabe varme og cirkulation.

### Vakuumpakker og -poser
For at skabe en barriere mellem vandet og råvarerne bruges typisk en plastpose, selvom en glasbeholder også kan benyttes. Fordelen ved plastposen er, at luften kan suges ud, således at plastposen lægger sig tæt op ad råvarerne og sikrer optimal varmeoverførsel.
Til at suge luften ud af posen, benyttes enten en vakuumpakker med sug, eller en kammerpakker, der skaber overtryk omkring posen således, at luften i posen trykkes ud. Herefter varmeforsegles posen.
Poserne, der anvendes, skal selvfølgelig være fødevaregodkendte til temperatur og varigheden af tilberedningen.
En kammerpakker kan benytte almindelige glatte poser, mens vakuumpakkere med sug skal bruge specielle poser med riller eller et andet mønster på den ene side, så luften kan passere under pakning.